# Seohara
Seohara là một thành phố và là nơi đặt ban đô thị (municipal board) của quận Bijnor thuộc bang Uttar Pradesh, Ấn Độ.

## Địa lý
Seohara có vị trí 29°13′B 78°35′Đ / 29,22°B 78,58°Đ Nó có độ cao trung bình là 211 mét (692 feet).

## Nhân khẩu
Theo điều tra dân số năm 2001 của Ấn Độ, Seohara có dân số 43.985 người. Phái nam chiếm 53% tổng số dân và phái nữ chiếm 47%. Seohara có tỷ lệ 48% biết đọc biết viết, thấp hơn tỷ lệ trung bình toàn quốc là 59,5%: tỷ lệ cho phái nam là 54%, và tỷ lệ cho phái nữ là 42%. Tại Seohara, 17% dân số nhỏ hơn 6 tuổi.